# 醫事檢驗師
醫事檢驗師（英語：／／ ，舊稱為 ，又稱臨床醫學檢驗技術師、医学实验室科学家，簡稱醫檢師；港澳地區稱為医务化验师），是指專門負責檢驗醫學的專業醫事人員。
60%～70%的醫療重要決策來取決於檢驗醫學的結果，檢驗醫學在現代醫學的地位可見一斑。

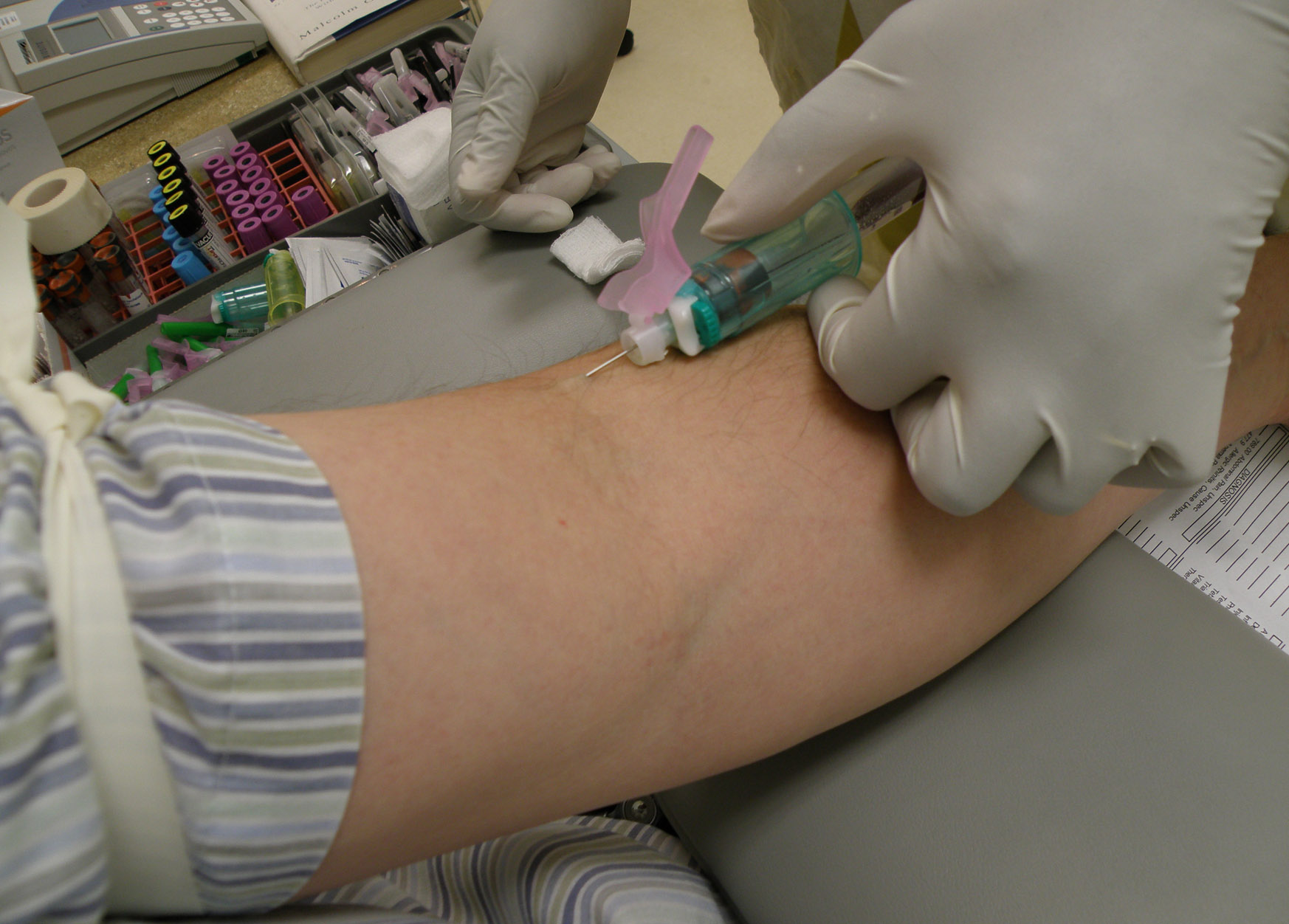
抽血，是病人對醫檢師最接近的時機，也是取得檢體來源的最常使用途徑。

醫檢師工作範圍十分廣泛，檢驗包含血液、尿液、精液、羊水、糞便、傷口膿液、痰液、腦脊髓液、胸水、腹水等各種體液或分泌物，以進行臨床生化學、臨床血液學、臨床血庫學、臨床血清免疫學、臨床病毒學、臨床鏡檢學、臨床微生物學、臨床生理學、醫學分子檢驗以及專門檢驗染色體異常的細胞遺傳學檢驗等各式醫學檢驗分析或檢查。同時醫檢師也從事臨牀實驗室的品質保證（QA)和合規管理（Compliance）。
在人類基因組計畫後的時代，個人化醫療將逐漸成為趨勢，而醫學分子檢驗即為個人化醫療的關鍵，醫檢師可針對個人進行DNA分析，幫助醫師評估藥物的適用性，便於調整治療方式，癌症基因檢測可以評估癌症的發生可能性和治療預後預測，遺傳疾病的發生機率等。
親子鑑定亦為醫檢師的工作內容之一。利用血液中萃取DNA，可以利用聚合酶链式反应（PCR）方式針對各個簡單重複序列（STR）分析，經過計算後可以做為判斷親緣關係的依據，並提供醫師或法院參考。
在DNA測序技術成熟後，醫檢師利用PCR方式針對不易培養或不易觀察的微生物，或是針對抗藥性基因設計引子，更可以加快醫師診斷和治療。
在世界各國中，醫檢師通常需要通過特定團體或國家所舉行的考試才可擔任醫檢師，並使用醫檢師此一職業稱呼。若未通過考試而使用醫檢師名稱或執行醫檢師業務通常被視為違法行為。在台灣，醫檢師為國家所定之「專門職業及技術人員」，必須依法經國家考試通過取得醫事檢驗師證書才可執業。

## 工作性質及內容
醫事檢驗師將人體身上所採集到的檢體（如血液、尿液、糞便、傷口膿液、痰液、腦脊髓液、胸腹水等各種體液或分泌物、人體組織切片等）利用科學方法與高精密的儀器來進行檢查分析，找出身體器官變化、遺傳方面之檢驗、細菌與病毒培養，以作為醫療診斷、保健資訊重要指標。除了檢體的處理外，還包含直接面對受檢者的檢查，例如:抽血與檢查室執行臨床生理檢驗的業務(超音波, 心電圖, 肺功能, 腦波, 神經傳導與睡眠檢查等等)來評估生理結構與功能。

### 業務範圍

#### 台灣
依據中華民國醫事檢驗師法第12條規定，醫事檢驗師業務如下：
|  | 一、一般臨床檢驗 二、臨床生化檢驗 三、臨床血清檢驗 四、臨床免疫檢驗 五、臨床血液檢驗 六、輸血檢驗及血庫作業 七、臨床微生物檢驗 八、臨床生理檢驗 （心電圖、腦波、神經傳導、肌電圖、睡眠檢驗、肺功能、超音波等） 九、醫事檢驗業務之諮詢 一〇、臨床檢驗試劑之諮詢 一一、其他經中央衛生主管機關認可之醫事檢驗業務 醫事檢驗師執行業務，應依醫師開具之檢驗單為之。但經中央衛生主管機關指定或自費至醫事檢驗所檢驗之項目，不在此限。 |

### 各專業領域類別

#### 臨床生化學

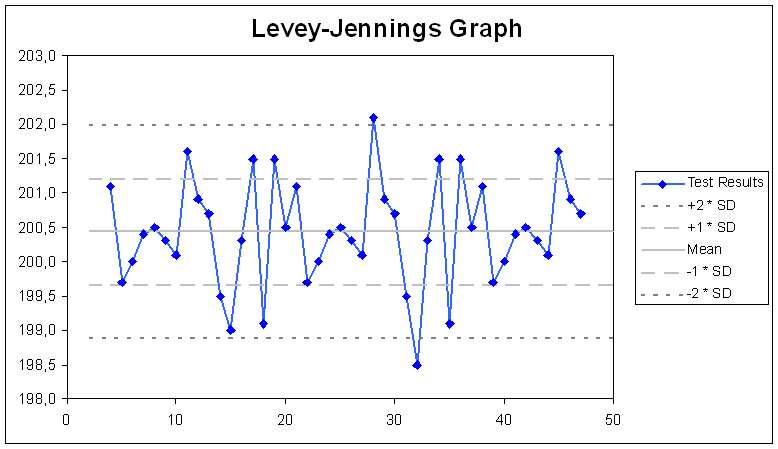
利用L-J chart進行Westgard Rule分析，是最常用來 進行實驗室品質管制的方式之一。

- 分析血清或血漿中各成分，做為疾病診斷的參考依據

- 在檢驗自動化下，大部分的檢驗機台皆可自動執行多項檢測，甚至會有多台串連並且有機台軌道化的出現，但需要更嚴格的品質管制和品質保證，以確保發給醫師參考之檢驗報告的品質和可靠度

- 主要可分為以下幾大部分：

1. 肝功能檢驗
2. 腎功能檢驗
3. 心臟標記（Cardiac marker）
4. 脂質相關檢驗
5. 鐵質相關檢驗
6. 賀爾蒙
7. 電解質相關檢驗
8. 血氧分析
9. 重金屬離子
10. 糖尿病相關檢驗
11. 腫瘤標記
12. 治療藥物監控
13. 毒品濫用（毒品代謝產物）相關檢驗

#### 臨床血清免疫學
- 利用各種方式分析血清中抗原或抗體的存在與否

- 在檢驗技術的進步下，證明抗原或抗體的存在可由單純沉澱或凝集反應，到利用電場分離蛋白質或抗體，甚至使用附有螢光的單株抗體經由流式細胞儀分析或是在螢光顯微鏡下直接觀察組織切片之抗原抗體螢光結合分佈

- 主要可分為以下幾個部分：

1. 微生物血清學試驗:RPR、TPPA等
2. 自體抗體檢驗:ANA、Anti-ENA等
3. 淋巴球抗原分析:CD4、CD8等
4. 蛋白質電泳、免疫球蛋白電泳
5. 補體（Complement)檢驗

#### 臨床病毒學
- 對各類檢體進行病毒培養與鑑定
- 可分析血清中抗病毒抗體或利用醫學分子檢驗方式分析檢體是否存在病毒之DNA或RNA
- 內容主要可分為：

1. 病毒培養與鑑定
2. 病毒抗體分析
3. 病毒抗原分析
4. 病毒分子檢驗

#### 臨床血液學

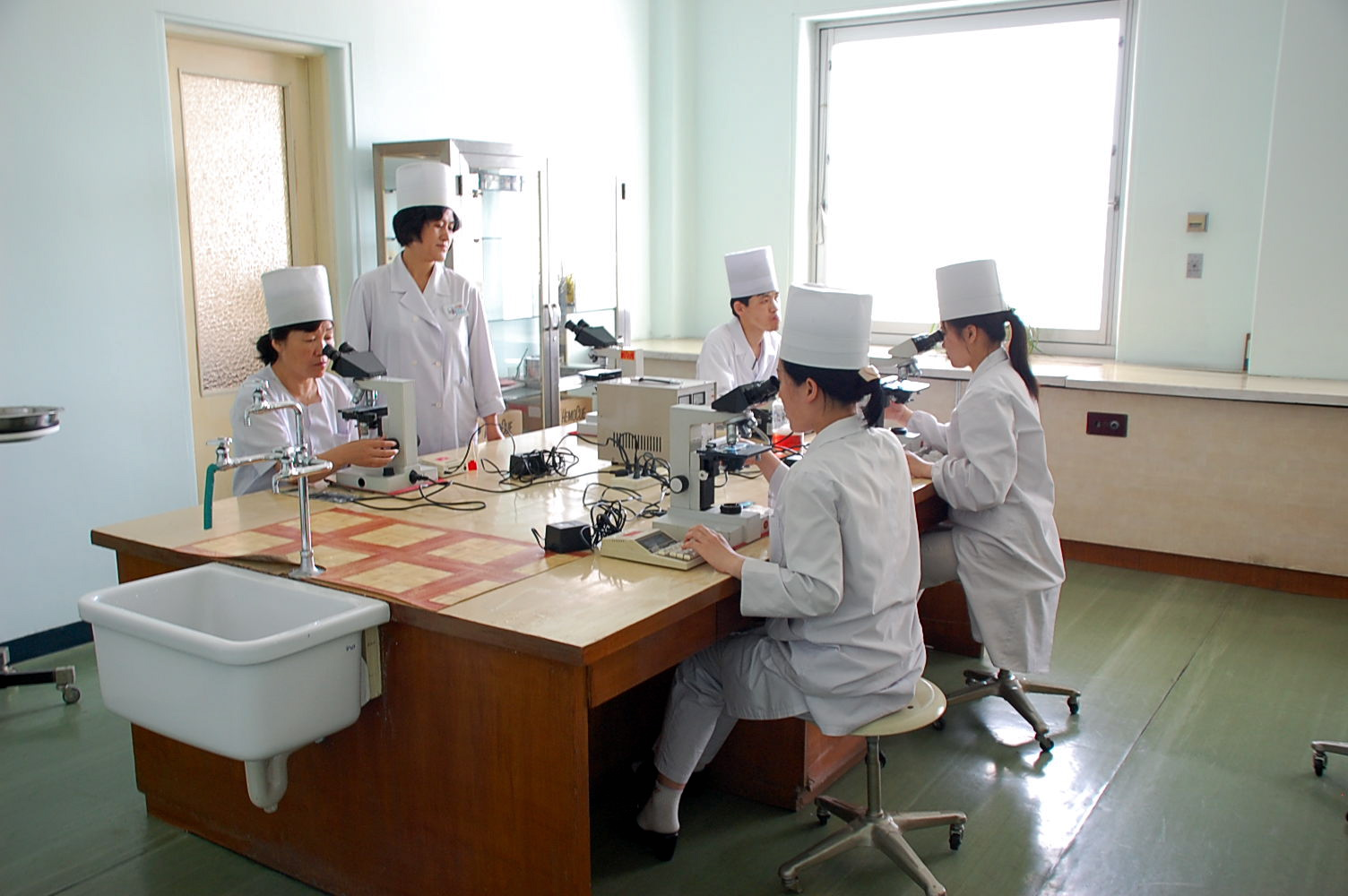
北韓醫檢師在進行全血細胞計數

- 主要檢查白血球、紅血球、血小板的質、量和分布情況以及凝血功能，其異常變化皆可作為各種血液疾病的診斷依據，也可作爲抗凝血藥物藥效監控。各種常見異常如白血病、貧血、血友病。
- 最常開立的檢查項目為CBC(全血細胞計數)作為篩檢，可大略看出是否有血液方面的異常，做為醫師對病人病情嚴重程度的初步判斷依據。
- 參考血液檢驗項目正常參考值範圍數值偏高或偏低，可針對特殊項目進行進一步的檢查。

| 紅血球                                                                   | 白血球                                                   | 血小板相關 |
| ------------------------------------------------------------------------ | -------------------------------------------------------- | --- |
| 紅血球數目 紅血球型態 Hb，Hct，MCV，MCH，MCHC Hb電泳，各類血紅素蛋白測定 | 計數各類白血球數目 區分各類白血球型態 不成熟白血球的檢查 | 血小板型態觀察 Bleeding time，Prothrobin time，APTT d-dimer，Protein C，Protein S FDP，Fibrinogen， 血小板凝集試驗，血小板功能分析 |
|                                                                          |                                                          | |

#### 臨床鏡檢學
1.	利用顯微鏡觀察人體各種體液和排泄物，並利用各種方式分析、計數。
2.	主要項目為尿液分析、糞便和寄生蟲分析檢測、體腔液分析、關節液分析、腦脊髓液分析、精液分析、懷孕試驗等，有些醫院將快篩也算入鏡檢的業務範圍，如A或B型流感病毒抗原快篩、GAS、GBS等抗原測試。
3.      檢查項目
| 尿液                         | 糞便                                | 胸水、腹水                                                             | 關節液                           | 腦脊髓液                                                                            | 精液                    |
| ---------------------------- | ----------------------------------- | ---------------------------------------------------------------------- | -------------------------------- | ----------------------------------------------------------------------------------- | ----------------------- |
| 尿液分析 尿沉渣鏡檢 懷孕試驗 | 外觀 糞便潛血 寄生蟲檢查 膿細胞檢查 | 區分轉滲液和外漏液 外觀 比重 蛋白質含量、葡萄糖濃度 血球細胞、間皮細胞 | 外觀 黏稠度 黏蛋白 血球細胞 結晶 | 區分陳舊出血與否 外觀 蛋白質濃度 (血腦障壁完整性評估) 血球細胞數目、型態 印度墨染色 | 外觀 液化情形 型態 數目 |
|                              |                                     |                                                                        |                                  |                                                                                     |                         |

#### 輸血檢驗與輸血醫學

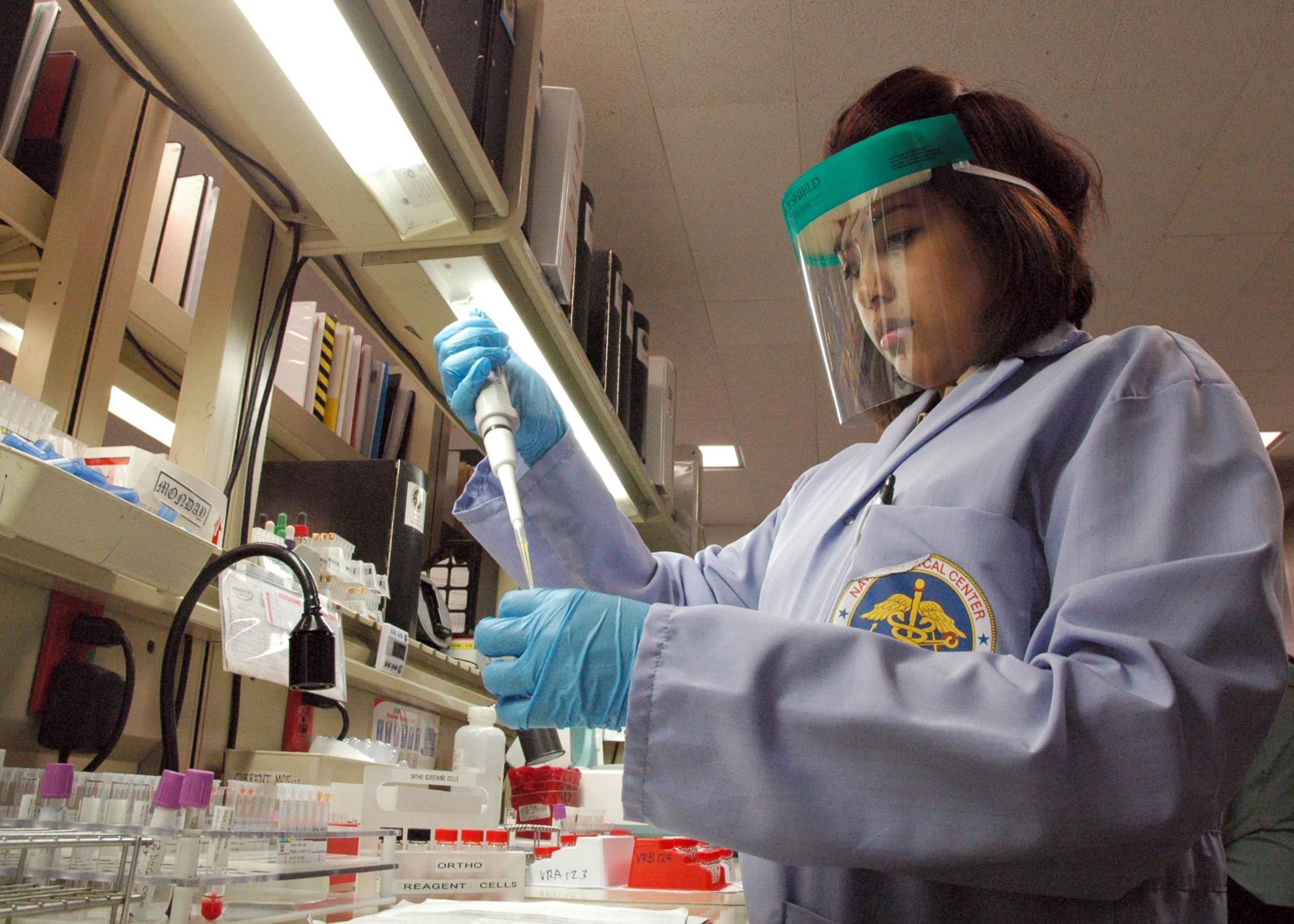
美國醫檢師正在確認捐血者的血型

醫事檢驗師在捐血中心負責對於捐血者所提供的血品進行檢驗，防止血液傳染疾病經由捐血而感染用血者。亦負責製備各式血品，將捐血人所捐的全血分離製備成各式不同的血品，如紅血球濃厚液（PRBC）、新鮮冷凍血漿(FFP)、冷凍血漿（FP）、血小板濃厚液（PLTs）、分離術血小板(APheresis Platelets)、冷凍沈澱品（Cryo）等，以提供不同病情需求的患者使用。
在醫院血庫，醫事檢驗師，除了血型檢查外，主要的工作是將欲輸血者（通常為患者）的血液與供血者（血品）的血液進行交叉試驗，以確保此袋血品可安全的輸入患者體內。在大型醫院血庫亦負責器官移植配對等各項檢查，為病患輸血安全及器官移植做重要把關。

#### 臨床微生物學
- 利用各種物理或化學方法鑑定檢體中的細菌或黴菌的存在與否和抗藥性分析。

- 內容主要包括：

1. 革蘭氏染色
2. 厭氧菌培養和鑑定
3. 抗酸性染色
4. 結核菌培養和鑑定
5. 黴菌培養和鑑定
6. 血液培養
7. 抗生素感受性試驗
8. 基質輔助激光解吸/電離飞行时间质谱
9. 各類檢體培養和鑑定

#### 醫學分子檢驗

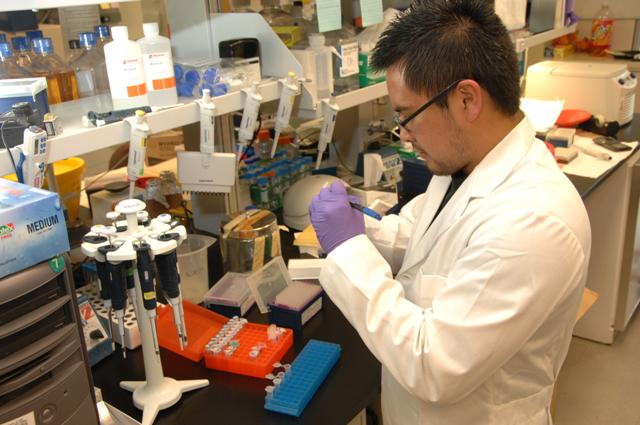
美國醫檢師在進行DNA分析前處理

1.使用分子生物方法分析含臨床意義的DNA或RNA檢體
2.優點在於高敏感度,相較於傳統方法減少檢體培養時間而相對迅速,可針對特定基因設計引子而取得較具臨床參考價值的檢驗結果
3.較常使用的技術為核酸純化,PCR(RT-PCR,real-time PCR,real-time RT-PCR,基因定序,膠體電泳,RFLP,
brnached DNA assay,LCR,FISH,DGGE,SSCP,NASBA,TMA,SDA等
| 遺傳疾病                                                                                      | 腫瘤或癌症基因檢驗                                                                       | 微生物學鑑定                                                         | 親子鑑定 | HLA定序 | 藥物基因體學                                                                   |
| --------------------------------------------------------------------------------------------- | ---------------------------------------------------------------------------------------- | -------------------------------------------------------------------- | --- | --- | ------------------------------------------------------------------------------ |
| G6PD缺乏症 海洋性貧血 A或B型血友病 脊髓性肌肉萎縮症 利用關鍵基因突變的檢測 作為疾病診斷的參考 | HER2 K-ras EGFR BRCA1 Bcr-Abl 利用基因突變與否或表現量多寡 做為疾病的診斷,治療和預後參考 | 細菌分子鑑定 細菌抗藥基因鑑定 細菌分子分型 真菌分子鑑定 病毒分子鑑定 | 萃取DNA後進行PCR針對不同染色體上之STR可得每人之STR圖譜,如果可了解該STR在特定族群的頻率,即可計算受試者間親子關係之機率 | 利用SSO或SSP法分析HLA基因,可做為造血幹細胞移植,親子鑑定,疾病診斷參考(如僵直性脊椎炎參考HLA-B27)和藥物適用參考 | 利用基因體學技術了解基因對於藥物對人體的影響 例如治療藥物之依據 藥物劑量的調整 |
|                                                                                               |                                                                                          |                                                                      | | |                                                                                |

#### 病理學及細胞學
1.用病理切片或其他方式檢體採集組織或細胞後視需求選擇最佳方式染色後利用顯微鏡觀察，以輔助診斷。
2.主要範圍為
(1)病理組織切片: 將病理組織以石臘包埋後利用切片機切成薄片，利用溫水將薄片展開，再利用烘乾機脫臘後以H＆E染色後利供病理診斷。優點為可長期保存；但缺點為若需螢光染色時因需經福馬林固定，容易產生自體螢光，導致螢光染色效果較差。
(2)冷凍切片: 利用急速冷凍檢體的方法進行快速切片，提供緊急病理診斷。優點是迅速且組織抗原性保存較佳而使螢光染色效果較好；但缺點為室溫下保存期限較短和因冷凍過程影響的細胞型態導致判讀上的困難。
(3)細胞學檢查: 收集痰液、體腔液、尿液、腦脊髓液等體液，或以細針抽吸腫瘤細胞，經染色後進行病理診斷。
(4)免疫組織化學染色: 利用螢光分子標示抗體以利偵測組織中的抗原存在與否。
(5)特殊化學染色: 選擇針對某項特殊成分進行特殊化學染色後，作為輔助病理診斷的工具。

#### 臨床生理學
1.利用各種特殊儀器檢測身體的各種生理現象，能用來輔助診斷疾病。
2.主要範圍為心電圖、呼吸功能檢查、腦波、超音波、肌電圖檢查等。

| 心電圖                                            | 呼吸功能檢查                   | 腦波                 | 超音波                                                               | 電生理檢查                                                            |
| ------------------------------------------------- | ------------------------------ | -------------------- | -------------------------------------------------------------------- | --------------------------------------------------------------------- |
| 輔助診斷心肌肥大 心肌缺氧及梗塞 傳導障礙 節律障礙 | 輔助診斷阻塞性或侷限性肺部疾病 | 輔助診斷癲癇和腦損傷 | 輔助診斷該器官解剖學上或是血流狀況異常 心臟超音波 子宮超音波等為大宗 | 神經傳導檢查輔助區別區域或瀰漫性神經病變 肌電圖輔助區別肌肉或神經病變 |
|                                                   |                                |                      |                                                                      |                                                                       |

### 工作地點
現今醫療分工日趨專業，醫檢師在各式醫療機構皆扮演不可或缺的角色，主要工作場所為：
- 各型醫院檢驗單位、血庫（醫學中心、區域醫院、地區醫院等）
- 診所
- 醫事檢驗所
- 捐血中心、捐血站
- 臍帶血庫
- 骨髓幹細胞中心
- 病理學實驗室
- 生物技術公司
- 監獄或軍事基地
- 病房、手術室或急症室等（POCT)

## 資格取得方式

### 台灣
在台灣可由大學、科技大學或專科學校就讀醫學檢驗相關科系，畢業後參加一年兩次考選部舉辦的專門職業及技術人員高等考試醫事檢驗師考試，通過後須向工作所在地之衛生主管機關申請執業登記，才可執行醫事檢驗師業務。

#### 大學/研究所（排序由北至南，中部與東部相同序位）
- 國立陽明交通大學 醫學生物技術暨檢驗學系 （页面存档备份，存于）
- 國立台灣大學醫學院 醫學檢驗暨生物技術學系所 （页面存档备份，存于）
- 台北醫學大學 醫學檢驗暨生物技術學系 （页面存档备份，存于）
- 長庚大學 醫學生物技術暨檢驗學系  （页面存档备份，存于）
- 中國醫藥大學 醫學檢驗生物技術系所 （页面存档备份，存于）
- 中山醫學大學 醫學檢驗暨生物技術學系所 （页面存档备份，存于）
- 亞洲大學 醫學檢驗暨生物技術學系 （页面存档备份，存于）
- 慈濟大學 醫學檢驗生物技術學系 （页面存档备份，存于）
- 國立成功大學 醫學檢驗生物技術學系 （页面存档备份，存于）
- 高雄醫學大學 醫學檢驗生物技術系 （页面存档备份，存于）
- 義守大學 醫學檢驗技術學系 （页面存档备份，存于）

#### 科技大學(排序由北至南)
- 元培科技大學 醫學檢驗生物技術系 （页面存档备份，存于）
- 中臺科技大學 醫學檢驗生物技術系 （页面存档备份，存于）
- 中華醫事科技大學 醫學檢驗生物技術系 （页面存档备份，存于）
- 輔英科技大學 醫學檢驗生物技術系 （页面存档备份，存于）

#### 專科學校
- 仁德醫護管理專科學校 醫事檢驗科 （页面存档备份，存于）

### 香港
在香港，香港理工大學和東華學院設有培訓相關人才的課程，其中後者是「指定專業／界別課程資助計劃」課程。
1. 香港理工大學醫療化驗科學（榮譽）理學士、理學碩士學位課程[7][8]
2. 東華學院醫療化驗科學（榮譽）理學士學位課程[9]現 已列入香港SSSDP 資助計劃 此課程屬「指定專業／界別課程資助計劃」，合資格學生可獲每年學費資助。

## 執照考試

### 台灣

#### 時間和主辦單位
每年2月和7月由考選部舉辦"專門職業及技術人員高等考試醫師中醫師考試分試考試、中醫師、營養師、心理師、醫事檢驗師、護理師、社會工作師考試、特種考試聽力師、牙體技術人員考試、專門職業及技術人員特種考試語言治療師考試"

#### 考試資格
1.公立或立案之私立專科以上學校或符合教育部採認規定之國外專科以上學校
醫事檢驗(暨)生物技術學、醫學檢驗暨生物技術學系醫事檢驗組、醫學生物技術暨檢驗學、生物醫學檢驗學、醫事檢驗學、醫事(學) 技術學系醫事檢驗組等科、系、組畢業。
2.並經實習期滿成績及格，領有畢業證書者。

#### 考試科目
1.臨床生理與病理學
2.臨床血液學與血庫學
3.醫學分子檢驗與臨床鏡檢學(包含寄生蟲)
4.微生物學與臨床微生物學(包含細菌含黴菌學)
5.生物化學與臨床生化學
6.臨床血清免疫學與臨床病毒學

## 台灣醫檢師細項規範

### 執業
依據依據醫事人員執業登記及繼續教育辦法第二章第三、第四條規定
1.領有醫事人員證書，且未有各該醫事人員法律所定不得發給執業執照情形之一者，得申請醫事人員執業登記。
2.醫事人員申請執業登記，應填具申請書，並檢附文件及繳納執業執照費，向所在地直轄市、縣（市）主管機關申請，發給執業執照：

### 繼續教育
依據醫事人員執業登記及繼續教育辦法第三章第十三條規定
1.其他類醫事人員執業，應每六年接受下列繼續教育之課程積分達一百二十點以上：
(1)專業課程。

(2)專業品質。

(3)專業倫理。

(4)專業相關法規。
第二款至第四款繼續教育課程之積分數，合計至少十二點，其中應包括感染管制及性別議題之課程；超過二十四點者，以二十四點計。
2.可由衛生福利部醫事系統入口網查詢繼續教育積分等資訊。

### 專門領域醫檢師學會認證[11]
1.台灣醫事檢驗學會甄選各專門檢驗領域之醫檢師，經由「專門領域醫檢師甄審委員會」資格審核及筆試通過後，始發給專門領域醫檢師證書。
2.目前有實行細則規範之專門領域為血庫領域醫檢師、細菌領域醫檢師、分子診斷領域醫檢師、臨床化學領域醫檢師
3.資格條件為於申請日起前 10 年內，從事該領域檢驗工作，年資累積達 5 年以上醫檢師（由服務單位主管出示認定證明）。
4.該專門領域醫檢師證書有效期限為六年，申請延展須持近六年內該專門領域相關專業繼續教育學分達 72 學分，且至少 36 學分為台灣醫事檢驗學會所發之繼續教育學分。

### 個別學會認證和特殊認證
1.細胞病理醫檢師
2.基因檢測檢驗師
3.睡眠檢驗師
4.感染管制師
5.國際醫檢師證書（ASCPi）（美國）

### 學士後進修學程
1. 學士後醫學檢驗數據整合判讀學士學位學程
協助已具備師級執照(如：醫檢師、藥師、護理師、營養師、呼吸治療師)資格的畢業生、能夠藉由此學程之重點科目『醫學檢驗數據整合判讀(案例教學)』的臨床醫學知識培訓，進而轉型為醫院急迫需要的『臨床』專業人才(如：「實驗室醫檢師」轉型為「臨床醫檢師」，以協助提升床邊醫療品質之時代趨勢)

### 職業節日
1. 醫檢師節，每年的1月14日。
因醫事檢驗師法於民國89年1月14日下午五時十一分在立法院完成三讀通過，醫檢師始有專業之規範和保障，醫檢師全聯會決議1月14日定為醫檢師節。
2. 國際醫檢師節，每年的4月15日
1996年於挪威的奧斯陸國際生物醫學實驗科學聯合會世界大會中大會代表為推廣和慶祝醫檢師在幫助醫師診斷和治療病人的關鍵角色，同意創立國際醫檢師節，日期訂在每年的4月15日。另外國際生物醫學實驗科學聯合會之董事會為呼應世界衛生組織針對聯合國千年發展目標中的健康議題，於每年的國際醫檢師節選定主題，希望藉此機會提升群眾對於健康議題的意識和其相關之健康照顧專業的貢獻。

## 外部連結
- 台灣醫事檢驗學會 （页面存档备份，存于）
- 中華民國醫事檢驗師公會全國聯合會 （页面存档备份，存于）
- 醫事檢驗師法 （页面存档备份，存于）
- 衛生福利部醫事系統入口網
- 社團法人台灣感染管制學會 （页面存档备份，存于）
- 台灣睡眠醫學檢驗學會
- 台灣臨床細胞學會 （页面存档备份，存于）
- 睡眠檢驗師 轉職熱點2013-02-23/經濟日報  （页面存档备份，存于）
- ASCPi心得 （页面存档备份，存于）

## 引用文獻
1. ↑  .   [2019-01-22]. （原始内容存档于2021-02-26） （中文（香港））.
2. ↑  RODNEY, VV. FORSMAN. . Clinical Chemistry. 1996 May, 42 (5): 813–816  [2013-11-25]. PMID 8653920. （原始内容存档于2015-09-23）.
3. ↑  . 全國法規資料庫.   [2013-11-17]. （原始内容存档于2020-10-19）.
4. ↑  Ferrell PB Jr, McLeod HL. . Pharmacogenomics. 2008 Oct, 9 (10): 1543–6. PMC 2586963 . PMID 18855540. doi:10.2217/14622416.9.10.1543.
5. ↑  . U.S. Food and Drug Administration. 2013-08-04  [2014-03-17]. （原始内容存档于2014-03-17）.
6. ↑  O'Dwyer PJ, Catalano RB. . J Clin Oncol. 2006 Oct 1, 24 (8): 4534–8. PMID 17008691.
7. ↑  . www.polyu.edu.hk.   [2019-01-20]. （原始内容存档于2020-09-27）.（英文）
8. ↑  . www.polyu.edu.hk.   [2019-01-20]. （原始内容存档于2020-08-05）.（英文）
9. ↑  . www.twc.edu.hk.   [2019-01-20]. （原始内容存档于2021-01-27）.（英文）
10. 1 2  . 全國法規資料庫.   [2014-02-25]. （原始内容存档于2019-06-14）.
11. ↑   (PDF). 台灣醫事檢驗學會.[永久]
12. ↑  . 台灣病理學會.   [2014-04-18]. （原始内容存档于2019-05-02）.
13. ↑  .   [2014-09-25]. （原始内容存档于2020-02-03）.
14. ↑   (PDF). 台灣睡眠檢驗學會.   [2014-02-25]. （原始内容 (PDF)存档于2014-03-01）.
15. ↑  . 台灣感染管制學會.   [2014-02-25]. （原始内容存档于2020-09-29）.
16. ↑  . American Society for Clinical Pathology.   [2014-02-25]. （原始内容存档于2016-04-21）.
17. ↑   (PDF). 高雄醫學大學.   [2014-03-11]. （原始内容存档 (PDF)于2016-03-04）.
18. ↑  . 中華民國醫事檢驗師公會全國聯合會. 2013-01-15  [2013-11-23]. （原始内容存档于2019-05-03）.
19. ↑   (PDF). International federation of biomedical laboratory science. 2012-02-18  [2014-03-19] （英语）.[永久]